# Æthelhere

Das Königreich East Anglia in frühangelsächsischer Zeit

Æthelhere (auch Aedilheri, Æðelhere und Aethelhere; † 15. November 655) war in den Jahren 654 bis 655 König des angelsächsischen Königreiches East Anglia aus der Dynastie der Wuffinger.

## Familie
Æthelheres Vater war Eni. Anna und Æthelwald waren seine Brüder. Der in der Anglian collection als Enis Sohn genannte Æthelric ist vermutlich nur eine Falschschreibung für Æthelhere. Seine Frau Hereswitha, einer Schwester der heiligen Hilda von Whitby, war mit dem northumbrischen Königshaus verwandt. Aus der Ehe gingen der spätere König Ealdwulf und möglicherweise Ælcwald als Söhne hervor.

## Leben
Sein Bruder König Anna wurde bei der Invasion des Penda von Mercia nach East Anglia getötet. Vermutlich setzte Penda Æthelhere als subregulus (Unterkönig) ein. Æthelhere war in seiner kurzen Herrschaft offenbar weitgehend von Penda abhängig, jedenfalls leistete er ihm Heeresfolge im Feldzug 655 gegen Oswiu von Northumbria, den Penda und Æthelhere zunächst zurückdrängen konnten. Auch Æthelwald von Deira und der walisische König Cadfael ap Cynfeddw von Gwynedd waren Verbündete von Mercia, verließen aber das Heer offenbar vor der entscheidenden Schlacht von Winwaed bei Loidis (Leeds) am 15. November. In dieser Schlacht fielen sowohl Penda als auch Æthelhere. Während der Norden Mercias an Oswiu Northumbrias und der Süden an Pendas Sohn Peada ging, folgte in East Anglia Æthelwald auf Æthelhere.